# Burg Haideck
Die Burg Haideck ist der Rest einer Höhenburg auf 768,1 m ü. NN nördlich der Stadt Trochtelfingen im Landkreis Reutlingen in Baden-Württemberg.
Die Burg wurde Anfang des 12. Jahrhunderts von den Herren von Haideck erbaut, 1139 erwähnt und 1311 zerstört. Von der ehemaligen Burganlage sind nur noch der Wall und der Graben erhalten.

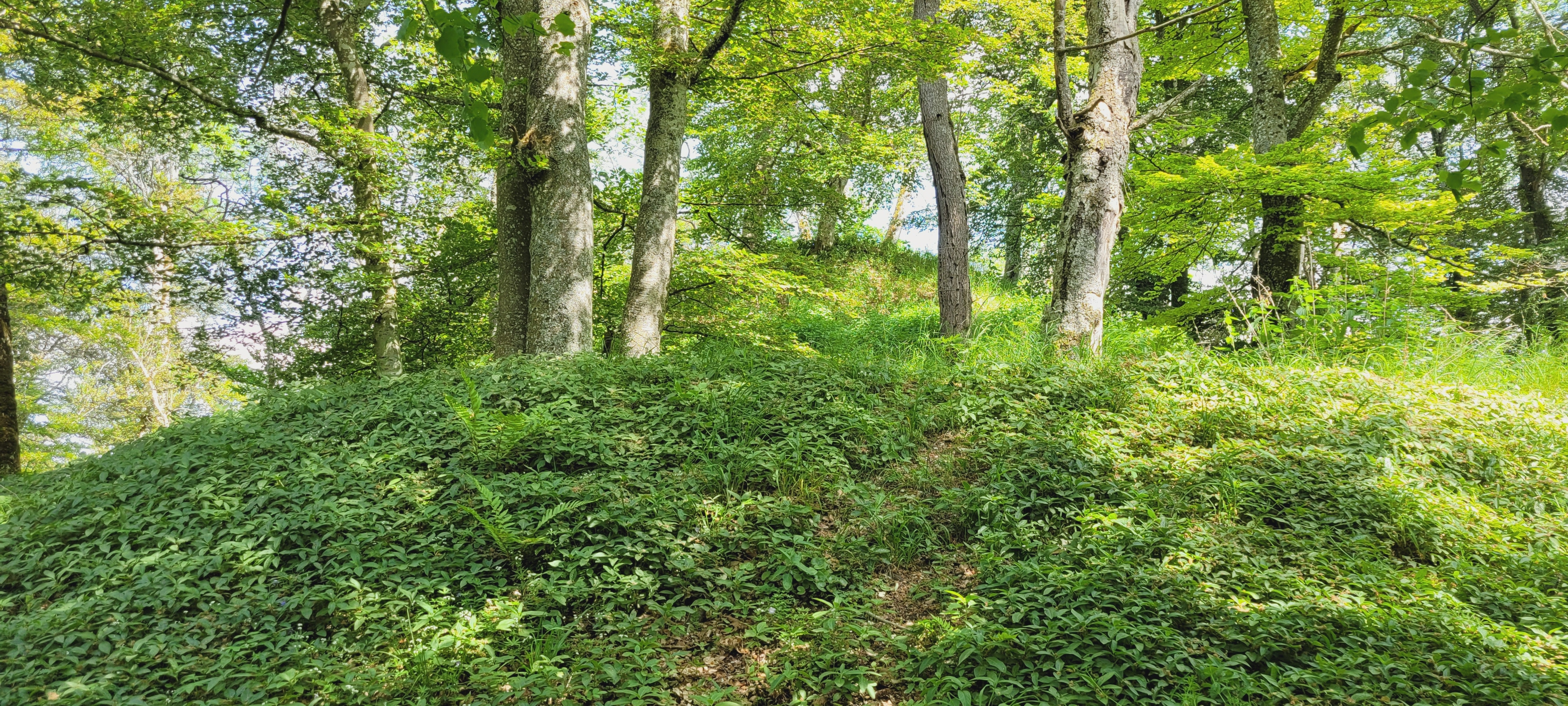
Wall und Burghügel
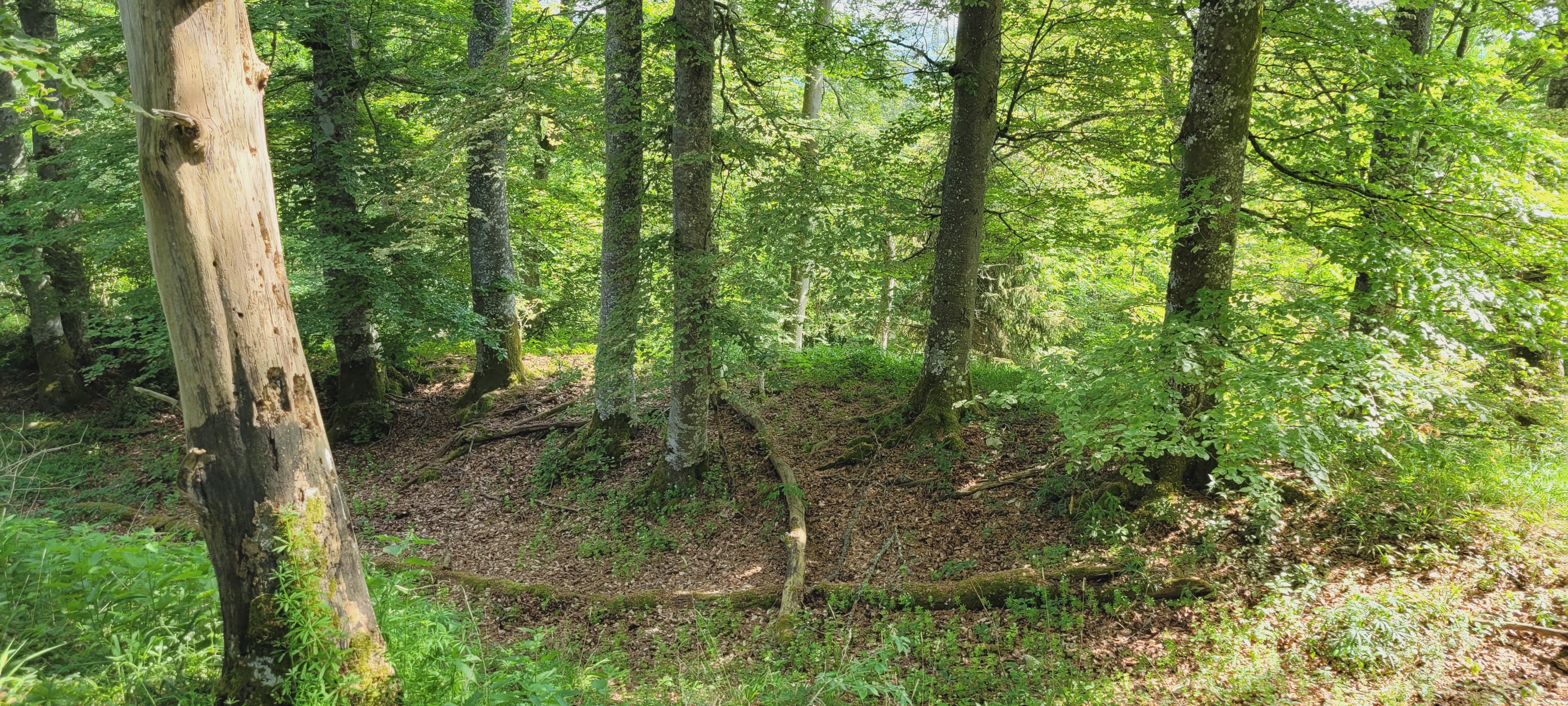
Blick vom Burghügel auf den inneren Graben und den Burgwall
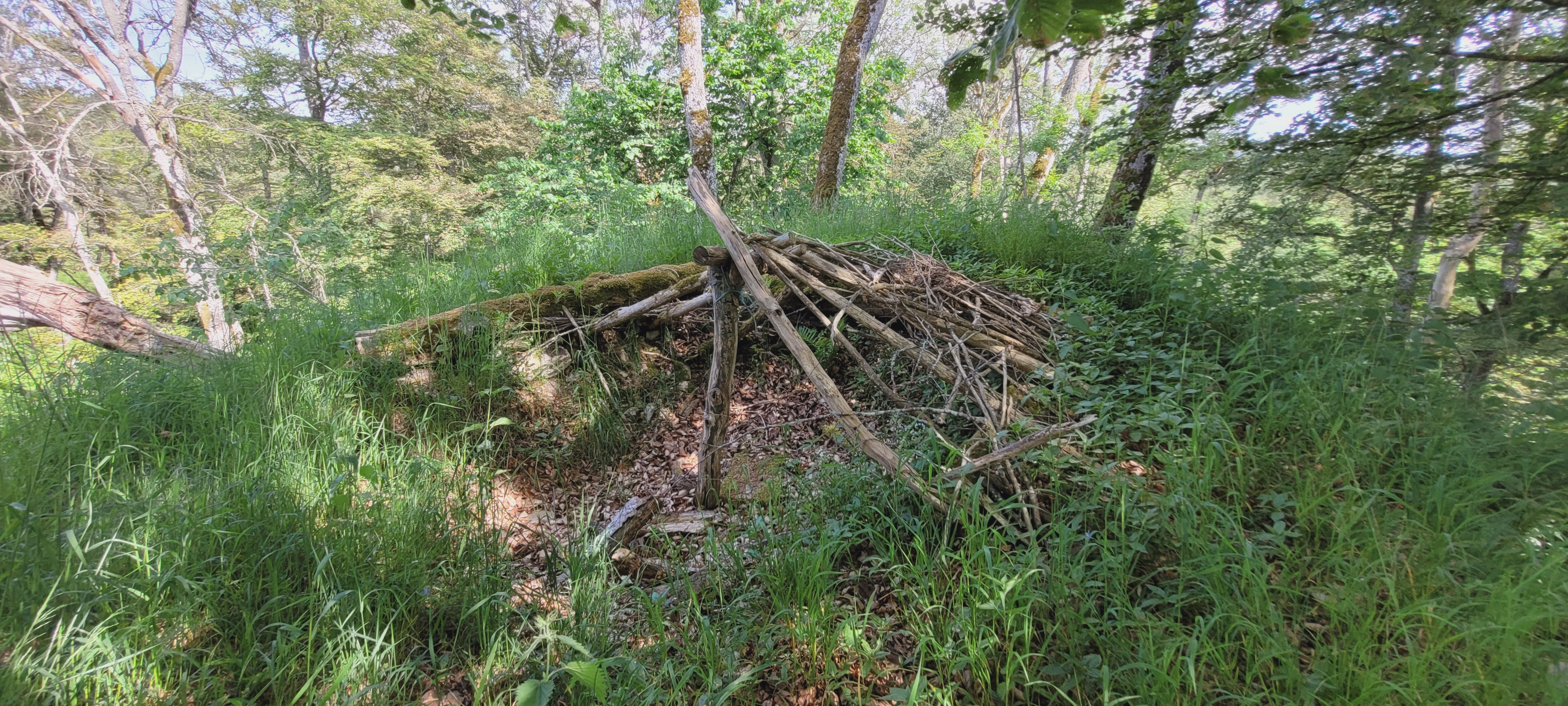
Die vermutliche Turmstelle auf dem Burghügel